# Roswitha Budeus-Budde
Roswitha Budeus-Budde (* 1947) ist eine deutsche Journalistin und Expertin für Kinder- und Jugendliteratur. Sie lebt in München.

## Lebensweg
Roswitha Budeus-Budde absolvierte zunächst ein Studium zur Diplom-Bibliothekarin und arbeitete im Anschluss zwei Jahre an den Stadtbibliotheken in München sowie an der Universitätsbibliothek in Braunschweig. Später übernahm sie Aufgaben als Dozentin an der Fachakademie für Sozialpädagogik und an der Bayerischen Bibliotheksschule. Im Jahr 1985 begann sie ein Studium der Germanistik und Geschichte, das sie mit der Promotion am Brenner-Archiv der Universität Innsbruck abschloss.
Nach fünf Jahren als Korrespondentin für das Börsenblatt des deutschen Buchhandels in Bayern war sie 1995 bis Herbst 2022 Redakteurin für die Kinder- und Jugendliteratur im Feuilleton der Süddeutschen Zeitung, Zeitgleich arbeitete sie als Dozentin in der Germanistik der Justus-Liebig-Universität Gießen. Sie ist Mitglied verschiedener Jurys des Deutschen Jugendliteraturpreises sowie des Deutschen Verlagspreises und regelmäßig Gastgeberin der 3sat-Fernsehsendung Kulturzeit zur aktuellen Kinder- und Jugendliteratur.

## Expertin für Kinder- und Jugendliteratur
Budeus-Budde ist seit den 1980er Jahren Expertin für Kinder- und Jugendliteratur und galt seit den 2000er Jahren als führende Persönlichkeit auf diesem Gebiet. Zur Schriftstellerin Astrid Lindgren pflegte sie ein besonderes Verhältnis.
Sie gehörte länger der Jury für den James Krüss-Preis für internationale Kinder- und Jugendliteratur, der Jury für den Deutschen Verlagspreis 2023 der Bundesregierung sowie der Deutschlandfunk-Jury Die besten 7 für das Internationale Literaturfestival Berlin an. Für die Münchner Bücherschau verfasst sie seit drei Jahrzehnten gemeinsam mit weiteren Expertinnen eine Empfehlungsliste der aktuellen, herausragenden Werke der Kinder- und Jugendliteratur, ebenso für die Stuttgarter Buchwochen. Für das Goethe-Institut war sie regelmäßig als Gastreferentin international tätig. Ebenso nutzte sie zahlreiche Aufenthalte an Schulen zur Empfehlung geeigneter Literatur.

## Auszeichnungen
Für ihr Lebenswerk wurde sie 2018 mit dem 7. avj-medienpreis (Preis der Arbeitsgemeinschaft von Jugendbuchverlagen) geehrt.

## Schriften
- Das Töchter-Album von Thekla von Gumpert. Prägung eines erbaulichen Frauenideals, Programm einer Mädchenzeitschrift des 19. Jahrhunderts (zugleich Dissertation an der Universität Innsbruck 1986). dipa-Verlag, Frankfurt am Main 1986, ISBN 3-7638-0125-1.
- gemeinsam mit Carsten Gansel: Zwischen didaktischem Auftrag und grenzüberschreitender Aufstörung? Zu aktuellen Entwicklungen in der deutschsprachigen Kinder- und Jugendliteratur. Universitätsverlag Winter, Heidelberg 2012, ISBN 978-3-8253-5944-7.
- Die Welt als literarische Bühne. Das politische Kinder- und Jugendbuch–zwischen Dokumentation und Fiktion. Ein Praxisbericht. Redemanuskript o. D. (herausgegeben von der Goethe-Universität Frankfurt/Main), unter: www.uni-frankfurt.de/55285610/Buddeus_BuddeBeitrag2.pdf.
- Flucht, Vertreibung und Migration in der aktuellen Kinder- und Jugendliteratur. In: Der Deutsch-Unterricht, 71. Jg. (6/2019), S. 84–88.
- Literatur für Kinder- und Jugendliche in der wissenschaftlichen und öffentlichen Diskussion, in: JuLIt, Heft 2/1992 vom 15. Juni 1992.
- gemeinsam mit Sybil Gräfin Schönfeldt: Wenn sich die Kunst in den Dienst einer Sache stellt, gewinnen oft weder die eine noch die andere. In: Carsten Gansel u. a. (Hrsg.): Kinder- und Jugendliteratur heute, Vandenhoeck & Ruprecht V&R Unipress, Göttingen 2022, ISBN 978-3-8471-1480-2, S. 451–457.
- gemeinsam mit Carsten Gansel: Aber grundsätzlich – Du musst die Texte lesen!, in: Carsten Gansel u. a. (Hrsg.): Kinder- und Jugendliteratur heute, Vandenhoeck & Ruprecht V&R Unipress, Göttingen 2022, ISBN 978-3-8471-1480-2, S. 457–480.